# 阿夫拉
阿夫拉，是西班牙安达卢西亚自治区阿尔梅里亚省的一个市镇。 总面积45km2, 总人口1501人（2001年），人口密度33人/km2。